# Гирс, Игорь Владимирович
Игорь Владимирович Гирс (1902—1976) — учёный, инженер-кораблестроитель, специалист в области гидродинамики корабля, изобретатель и новатор, кандидат технических наук, автор первого учебника по сопротивлению воды движению судов.

## Биография
Игорь Гирс родился в 1902 году в Санкт-Петербурге в дворянской семье потомственного моряка вице-адмирала инженера Владимира Константиновича (9 июня 1861 — 31 августа 1918) и его жены Ольги Арсеньевны (в девичестве Ставцовская). Прадед Игоря — Гирс Александр Карлович (7 марта 1785 — 29 ноября 1859) был участником Отечественной войны 1812 года, служил в лейб-гусарах. Генерал-майор. Инспектор пограничной стражи. В конце жизни — комендант Петропавловской крепости. Дед Игоря — контр-адмирал Константин Александрович Гирс (9 февраля 1829 — 21 февраля 1888) был начальником Петергофского порта и заведующим загородными императорскими судами, комендантом Свеаборгского порта, участвовал в Крымской войне и обороне Севастополя. У Игоря Гирса были сестра Антонина и брат Владимир.
Игорь Гирс окончил кадетские классы. В РККА с мая 1918 года, служил порученцем в комиссии по эвакуации Петроградского района. С 1919 года — техник Главного морского технического управления. С 1920 по 1922 год — прораб Управления по обеспечению безопасности кораблевождения на Балтийском море (УБЕКОБАЛТ). В 1926 году окончил кораблестроительное отделение Военно-морского инженерного училища в Ленинграде. Служил инженером-механиком на линкоре «Парижская коммуна».
С 1928 года работал в опытовом бассейне НИИ ВК, где в 1928—1930 годах выполнил первое в отечественной практике буксировочное испытание большой серии быстроходных моделей, позволившие дополнить и расширить составленные ранее во Франции диаграммы подобных испытаний, получивших название диаграмм Дуайера-Гирса. Разработал способ для расчёта остаточного сопротивления морских скоростных судов без цилиндрической вставки. Первый в мировой практике испытал и установил оптимальный тип симметричности направляющей насадки на гребной винт, ставший впоследствии известной в зарубежном судостроении под названием сопла Корта. Спроектировал введённую в строй в 1934 году и действующую до настоящего времени буксировочную тележку, обеспечивающую испытания всех последующих моделей судов, в 1934—1935 годах разработал новую методику испытания моделей судов. Входил в научно-технический соста НИИ ВК.
В 1935—1940 годах работал на гражданской должности в Центральном конструкторском бюро «Речсудпроект» в Ленинграде.
В 1940 году восстановлен в кадрах военно-морского флота в звании инженер-капитана 3-го ранга, был начальником 3-го отдела (отдел ходовых качеств) в ЦНИИ им. академика А. Н. Крылова, где работал до 1976 года.
Читал курс лекций в Ленинградском кораблестроительном институте, в Высшем военно-морском инженерном училище им. Ф. Э. Дзержинского и других учебных заведениях.
В последние годы жизни занимался историей судостроения и генеалогией. Был инициатором создания в 1968 году секции истории судостроения при Ленинградском областном научно-техническом обществе имени академика А. Н. Крылова.
Игорь Владимирович Гирс умер в 1976 году в городе Ленинграде.

## Публикации
Игорь Владимирович Гирс является автором свыше 100 научных работ, в том числе :
- «Сопротивление воды движению судов», 1936,
- «Первый русский Опытовой бассейн». Изд-во «Судостроение», 1968.
- Воспоминания о моей жизни. Невский проспект. Историко-краеведческий сборник. СПБ, 1999.
- Гирс И. В., Русецкий А. А., Нецветаев Ю. А. Испытание мореходных качеств судов, Судостроение, 1965[9].

## Награды
- Орден Ленина (1953);
- Орден Красного Знамени (1947);
- Орден Трудового Красного Знамени (1944, 1974);
- Орден Красной Звезды (1945)[10];
- Орден Красной Звезды (1945)[11];
- медали, в том числе Медаль «За победу над Германией в Великой Отечественной войне 1941—1945 гг.»[12];

## Семья
Игорь Владимирович Гирс был женат на Людмиле Арсеньевне (в девичестве Хлебникова). У супругов был сын Гирс Михаил Игоревич (рожд. 1938), который пошёл по стопам отца. После окончания Ленинградского кораблестроительного института, работал конструктором в Ленинградском институте Гиброрыбфлот. Являлся соавтором проекта, первым испытателем и капитаном-наставником подводного аппарата ТИНРО-2.

## Интересные факты
- Инженер-кораблестроитель Гирс во время Гражданской войны выступил «лжесвидетелем» в Петроградской консистории по делу о разводе приятеля. За данное действо он получил от друга пуд тыквы[13].